# Auguste Jean Ferdinand Sutat
Auguste Jean Ferdinand Sutat, né le 17 février 1814 à Paris où il est mort le 13 avril 1842, est un peintre français.

## Biographie
Auguste Jean Ferdinand Sutat est le fils de Nicolas Joseph Jacques Sutat, rentier, et de Antoinette Giroust.
Élève de Drolling et Hersent, il expose au Salon de Paris à partir de 1840[réf. nécessaire] et concourt pour le Grand Prix de Rome de peinture.
Il meurt le 13 avril 1842 à Paris.